# Baltak
Baltak is een plaats in de gemeente Tidaholm in het landschap Västergötland en de provincie Västra Götalands län in Zweden. De plaats heeft 56 inwoners (2005) en een oppervlakte van 18 hectare. De plaats ligt aan de rivier de Tidan. Baltak wordt omringd door landbouwgrond, deze landbouwgrond gaat al vrij snel over in bos. Er is houtverwerkende industrie in Baltak te vinden en de plaats Tidaholm ligt ongeveer vijf kilometer ten noorden van het dorp.

## Verkeer en vervoer
Bij de plaats loopt de Länsväg 193.